# Kolej linowo-terenowa na Capri

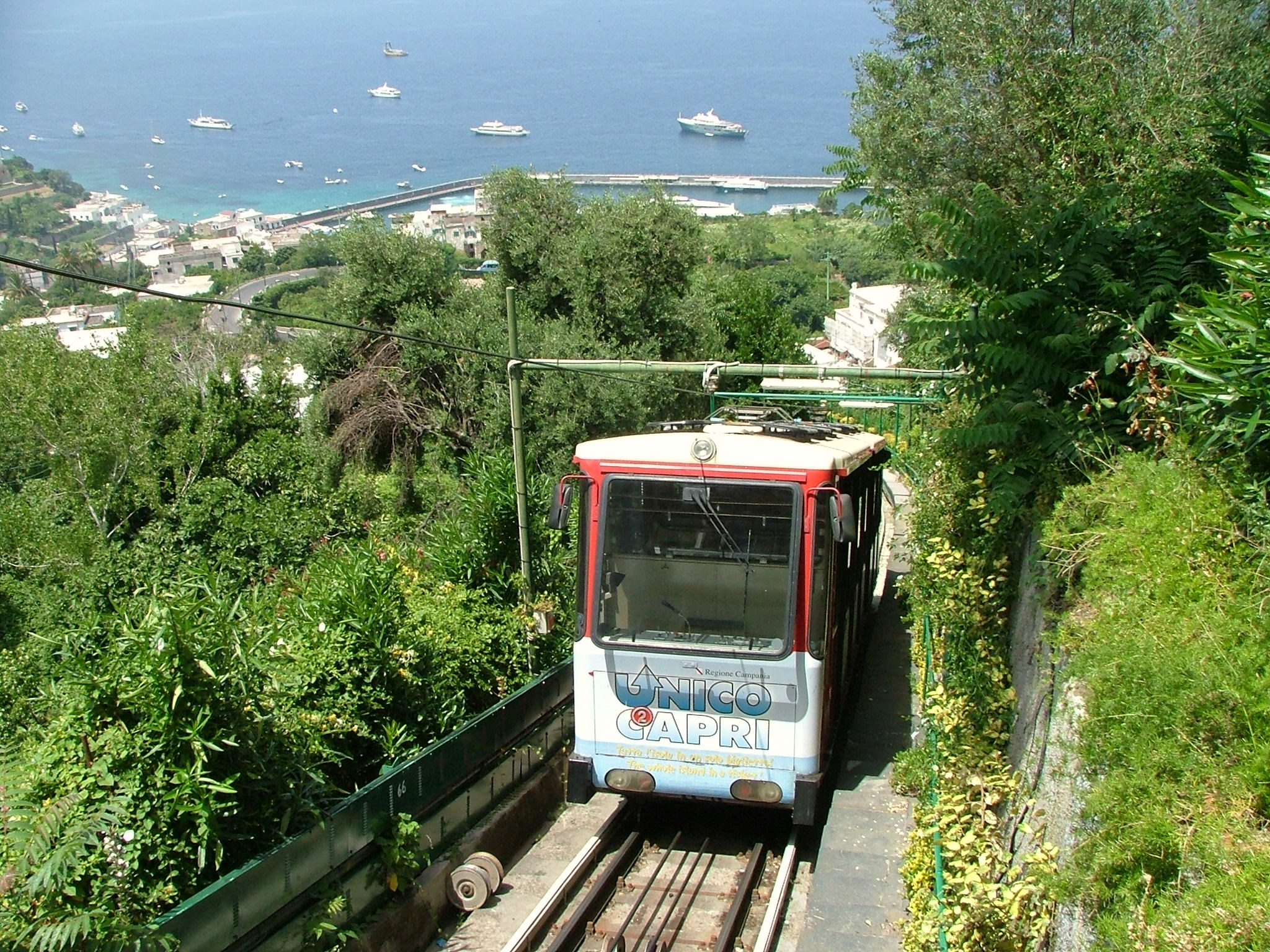
Wagon na trasie

Kolej linowo-terenowa na Capri (wł. Funicolare di Capri) – kolej linowo-terenowa zlokalizowana na wyspie Capri we Włoszech.

## Historia i tabor
Pierwsza kolej linowo-terenowa na wyspie została otwarta 7 grudnia 1907. Zbudowana została przez szwajcarską firmę Von Roll, a zarządzana była przez miejscowe towarzystwo Società Imprese Capri (S.I.C.). Trasa brała początek nad brzegiem Marina Grande i miała długość 670 metrów przy przewyższeniu 141,7 metra. Na trasie zbudowano tunel długości 68 metrów. Stację górną osadzono na wystającej skale – tam mieściła się maszynownia kolei. Dwa wagony zabierały po 50 osób i poruszały się z prędkością 2,5 m/s (9 km/h), a więc pokonanie całej trasy zabierało 4,5 minuty (odbywano sześć kursów na godzinę). Z uwagi na zbyt małą przepustowość kolej zmodernizowano i oddano do użytku ponownie 25 kwietnia 1958 (projekt inżyniera Attilio Bianchi z firmy Ceretti & Tanfani z Mediolanu). Wykonano wtedy m.in. nowe betonowe leże dla torowiska. Nowe panoramiczne wagony projektu tego samego inżyniera miały 15 metrów długości i kabiny sterownicze na obu końcach. Mieściły po 125 osób każdy i charakteryzowały się opływowym wzornictwem. Po zakończeniu przebudowy, nowa linia miała 663 metry długości, a różnica poziomów pomiędzy stacjami końcowymi wynosiła 139 metrów. Nachylenie trasy w górnej części miało maksymalnie 39%. Maksymalna prędkość jazdy wynosi 3,5 m/s (12,5 km/h). Umożliwia to wykonanie dwunastu kursów w godzinie i daje przepustowość 3000 os./h. Ostatnie drobne remonty miały miejsce w 1991. Stacja dolna nosi nazwę Marina Grande, a górna Piazza Umberto.

## Galeria

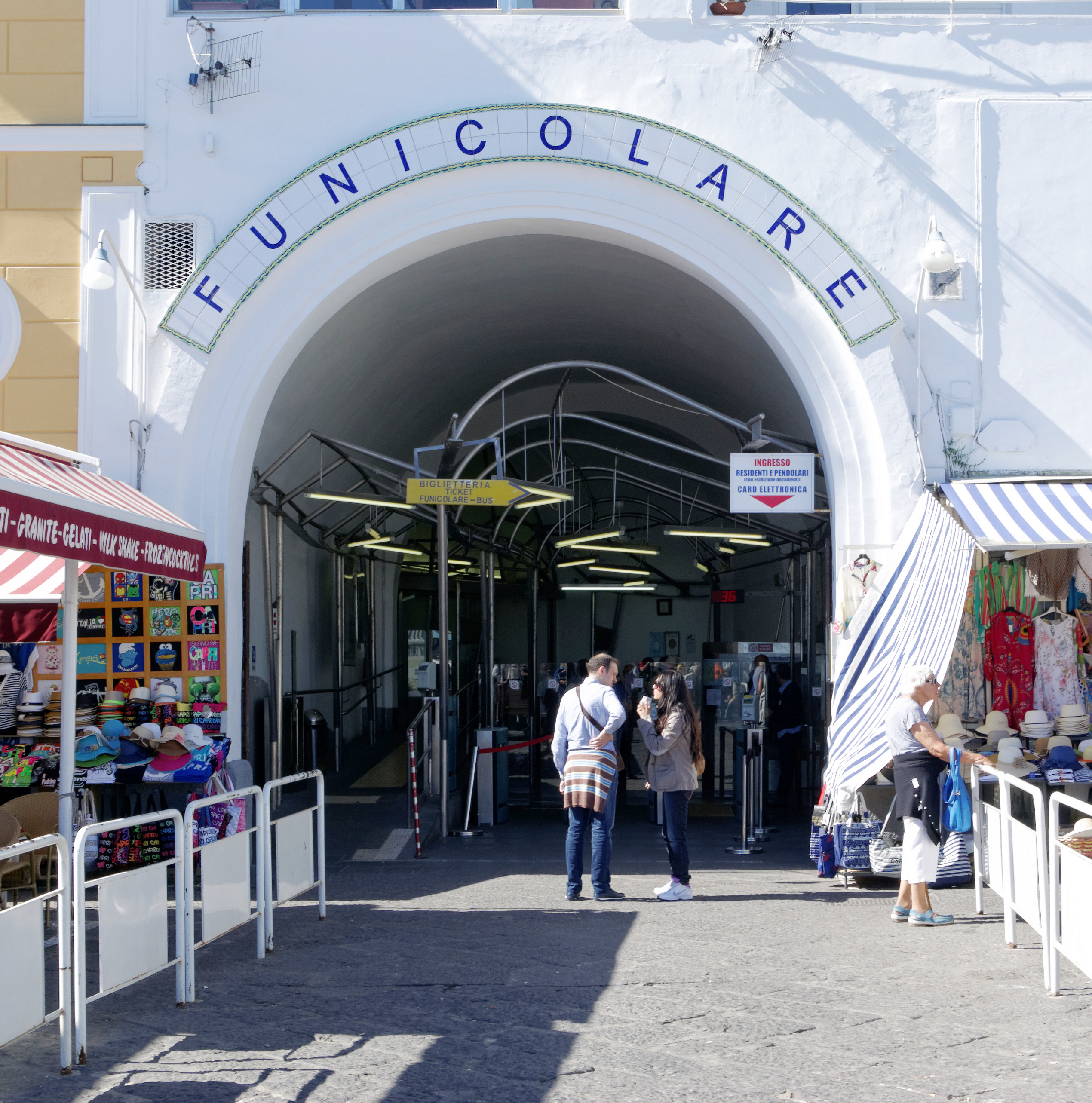
Stacja dolna
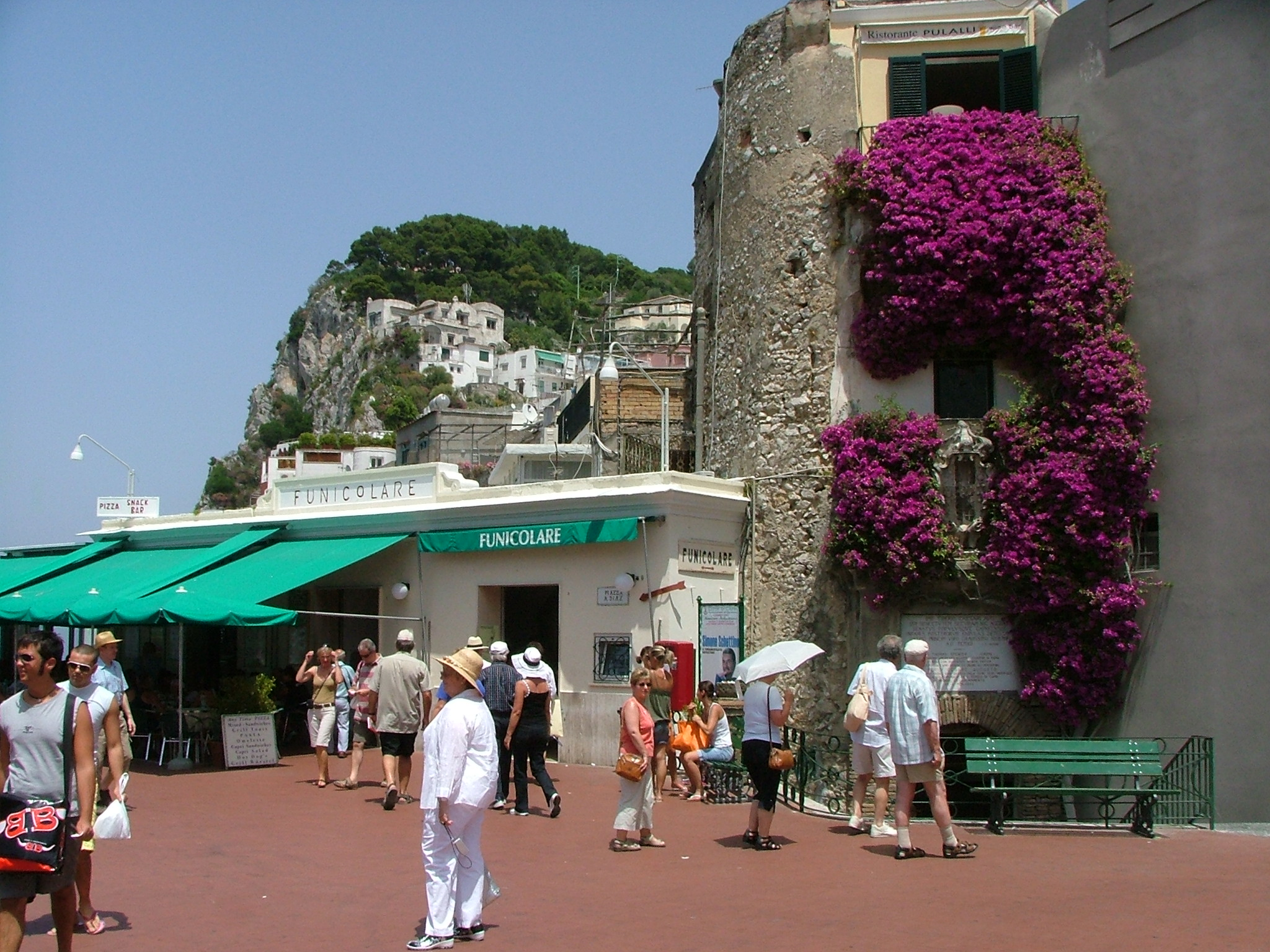
Stacja górna
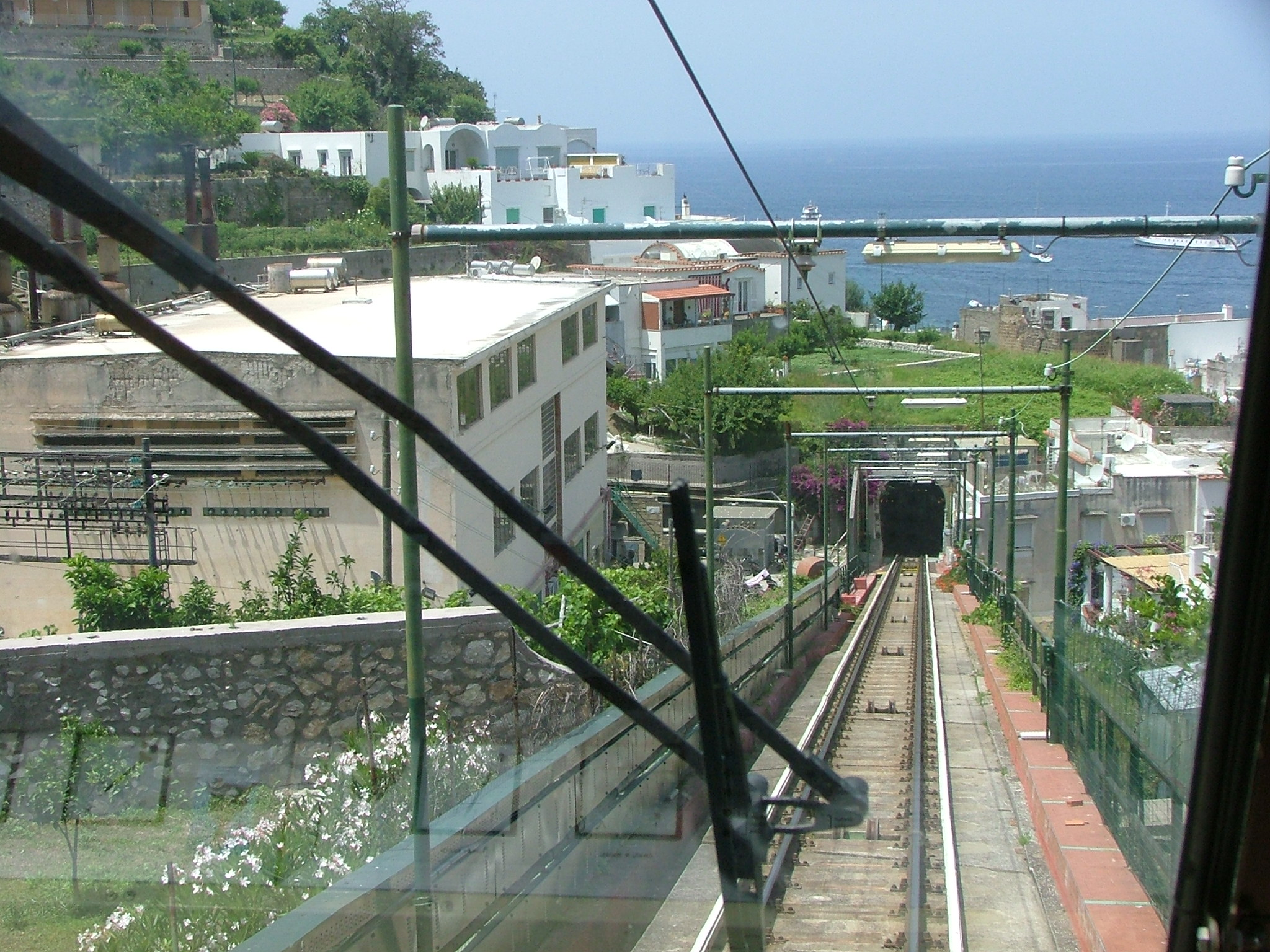
Trasa